# Těžký křižník

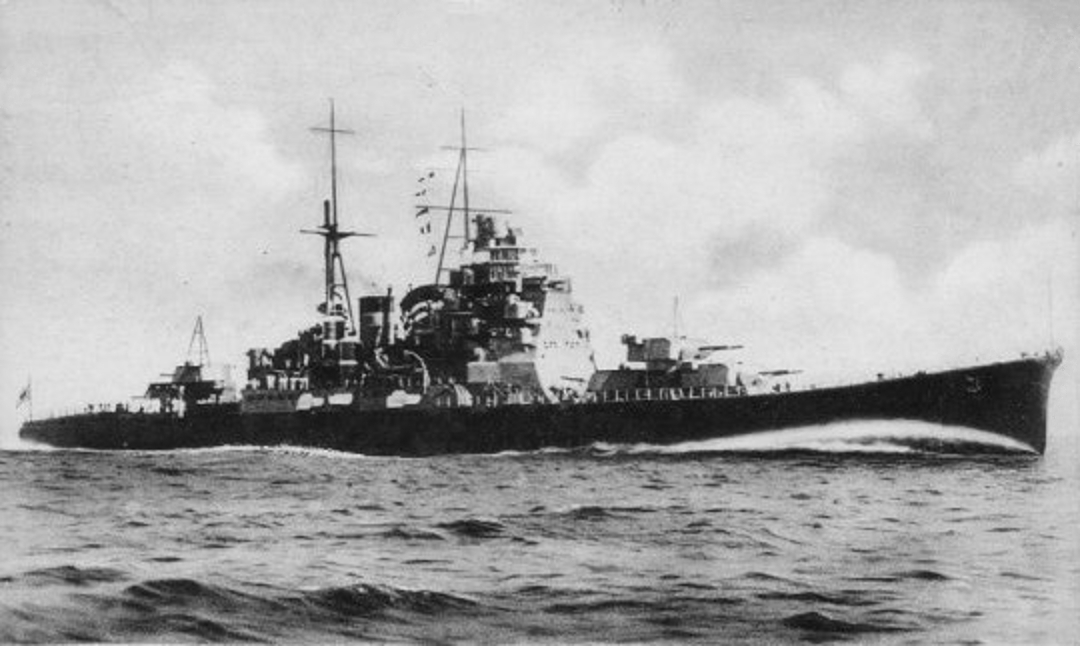
Japonský těžký křižník Maja

Těžký křižník je označení pro válečné lodě, po londýnské dohodě z r. 1930 vyzbrojené děly ráže 155 - 203 mm, výtlakem do 10 000 tun, bez ohledu na rozměry a pancéřování. Jejich úkolem bylo doprovázet bitevní lodě, popř. je v samostatných svazech nahrazovat. První těžké křižníky se objevily v Británii během první světové války (třída Hawkins), ale formálně se označení „těžký křižník“ začalo používat až v roce 1930. Těžké křižníky postupně nahrazovaly starší typ křižníku, a to pancéřový křižník.
Nejčastější výzbrojí bylo 6 až 10 děl ráže 203 mm a mnoho děl menší ráže. Také torpédomety (kromě amerických lodí) a hydroplány. Japonská třída Mogami byla zpočátku vyzbrojena děly ráže 155 mm a zařazena mezi lehké, aby splňovala podmínky Londýnské dohody, mezi těžké se zařadila po přezbrojení na děla ráže 203 mm v roce 1940.
Přestože těžké křižníky výzbrojí nepřekonaly bitevní lodě a pro jiné úkoly byly příliš těžké, sehrály během 2. světové války důležitou roli. Po válce jejich význam klesl a z loďstev začaly být vyřazovány.

### Francie (Marine Nationale)

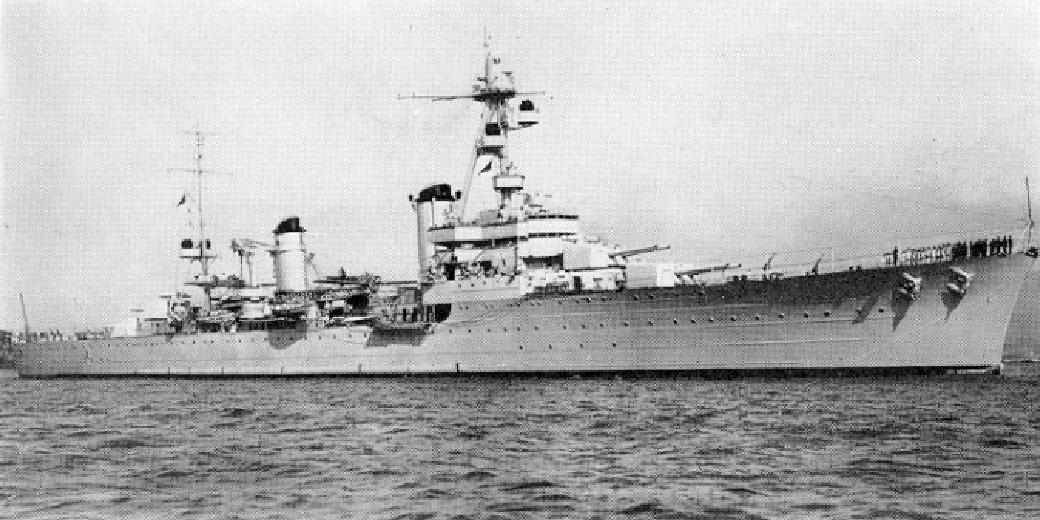
Křižník Colbert třídy Suffren

### Japonsko (Japonské císařské námořnictvo)

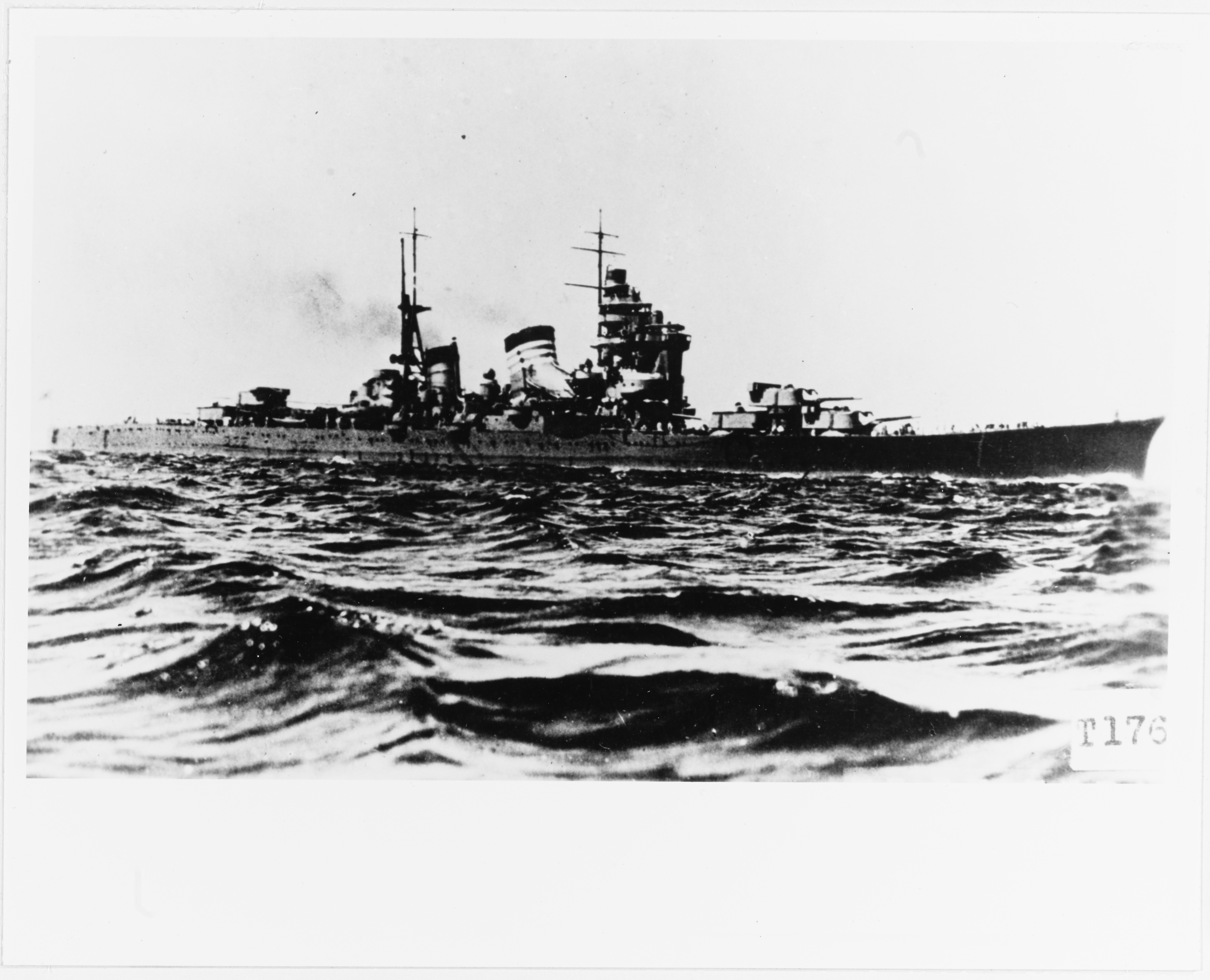
Křižník Haguro třídy Mjókó

## Příklady těžkých křižníků

### Německo(Kriegsmarine)

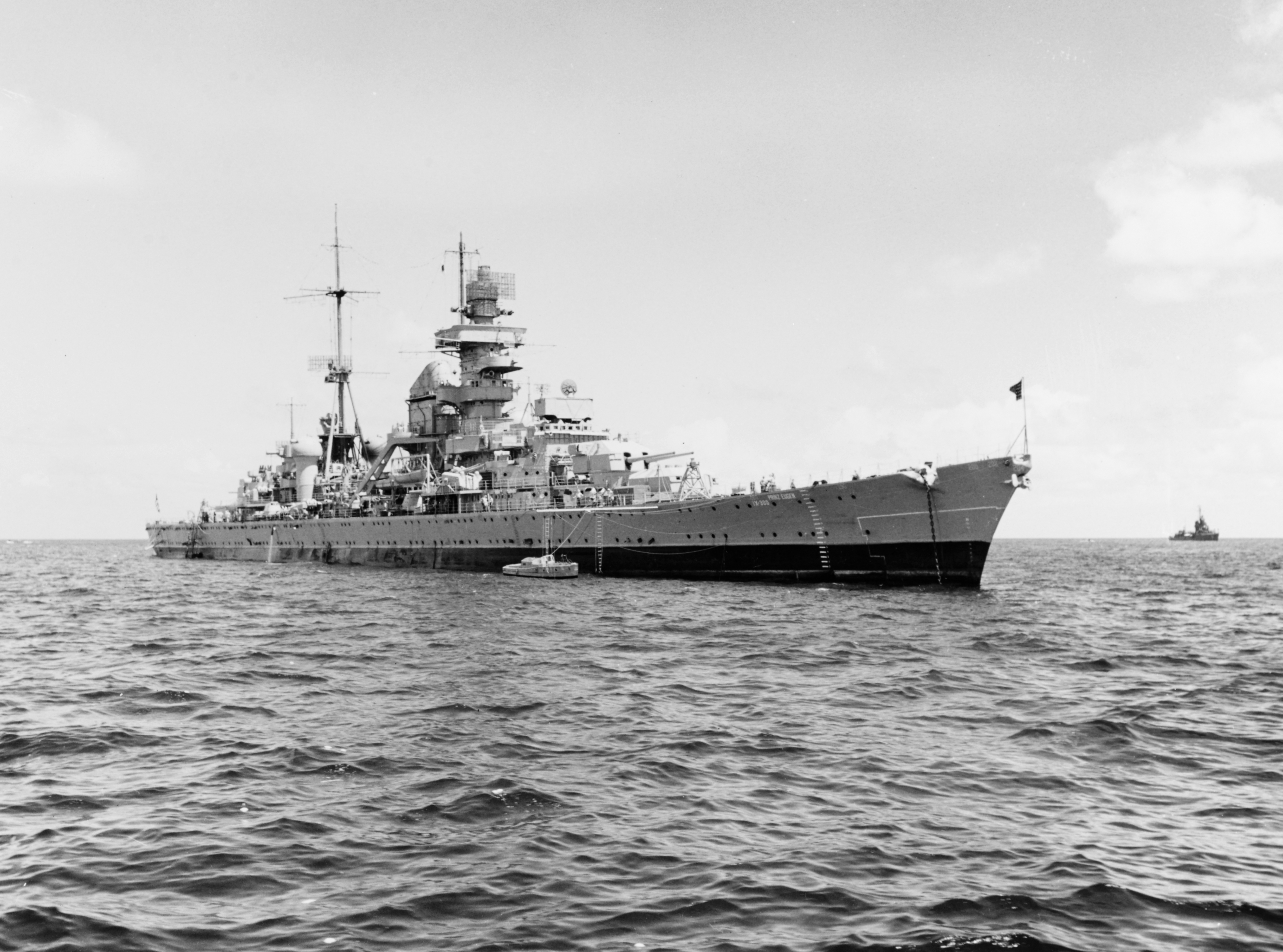
Křižník Prinz Eugen třídy Admiral Hipper

Třída Admiral Hipper patřila výtlakem mezi největší, ale výzbrojí (8 děl ráže 203 mm) patřila k průměru. Pro bojové akce prováděné německou Kriegsmarine se příliš nehodila. Z celkem pěti rozestavěných jednotek převzalo námořnictvo tři - Admiral Hipper (který šel ke dnu koncem války v přístavu, kde ho zastihlo spojenecké letectvo), Prinz Eugen (ten válku „přežil“ a byl vydán Američanům jako válečná kořist) a Blücher (jeho kariéra byla krátká, ještě nehotový byl nasazen do akce proti Norsku a potopen v Oslofjordu). Další dvě rozestavěné jednotky byly Lützow, který byl odprodán jako rozestavěný Sovětskému svazu (nebyl nikdy dostavěn, přesto se provizorně vystrojen účastnil obrany Leningradu pod jménem Tallin) a Seydlitz, o kterém Hitler těsně před dokončením rozhodl, že bude přestavěn na letadlovou loď. Výsledek je nasnadě, Kriegsmarine nedostala ani letadlovou loď, ani křižník.
Mezi těžké křižníky je rovněž řazena i třída Deutschland. Původně označovaná za pancéřové lodě, všeobecně známější jako Kapesní bitevní lodě. Obsažena sem byla proto, že to byla kategorie jí nejbližší, i když řazení mezi křižníky je diskutabilní. Rychlostí značně zaostávala a naopak hlavní výzbrojí (6 děl ráže 280 mm) značně překračovala všechny limity pro těžké křižníky. Patřily sem tři jednotky - Deutschland (v roce 1940 přejmenovaný na Lützow), Admiral Scheer a Admiral Graf Spee. Prvním dvěma jmenovaným se staly osudné nálety Spojenců na německé přístavy koncem války, posledně jmenovaný byl naopak první těžkou válečnou lodí, kterou Německo ve válce ztratilo - zapojil se hned v září do korzárské války v jižním Atlantiku, ale nakonec byl dopaden britskou eskadrou (těžký a dva lehké křižníky), uprchl do Montevidea a když se šance na únik vytratila, tak kapitán sám vydal rozkaz k potopení lodi před přístavem.

### Spojené království (Royal Navy)

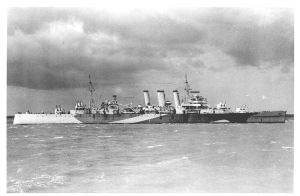
Křižník HMS Norfolk třídy Dorsetshire

### Spojené státy americké (US Navy)

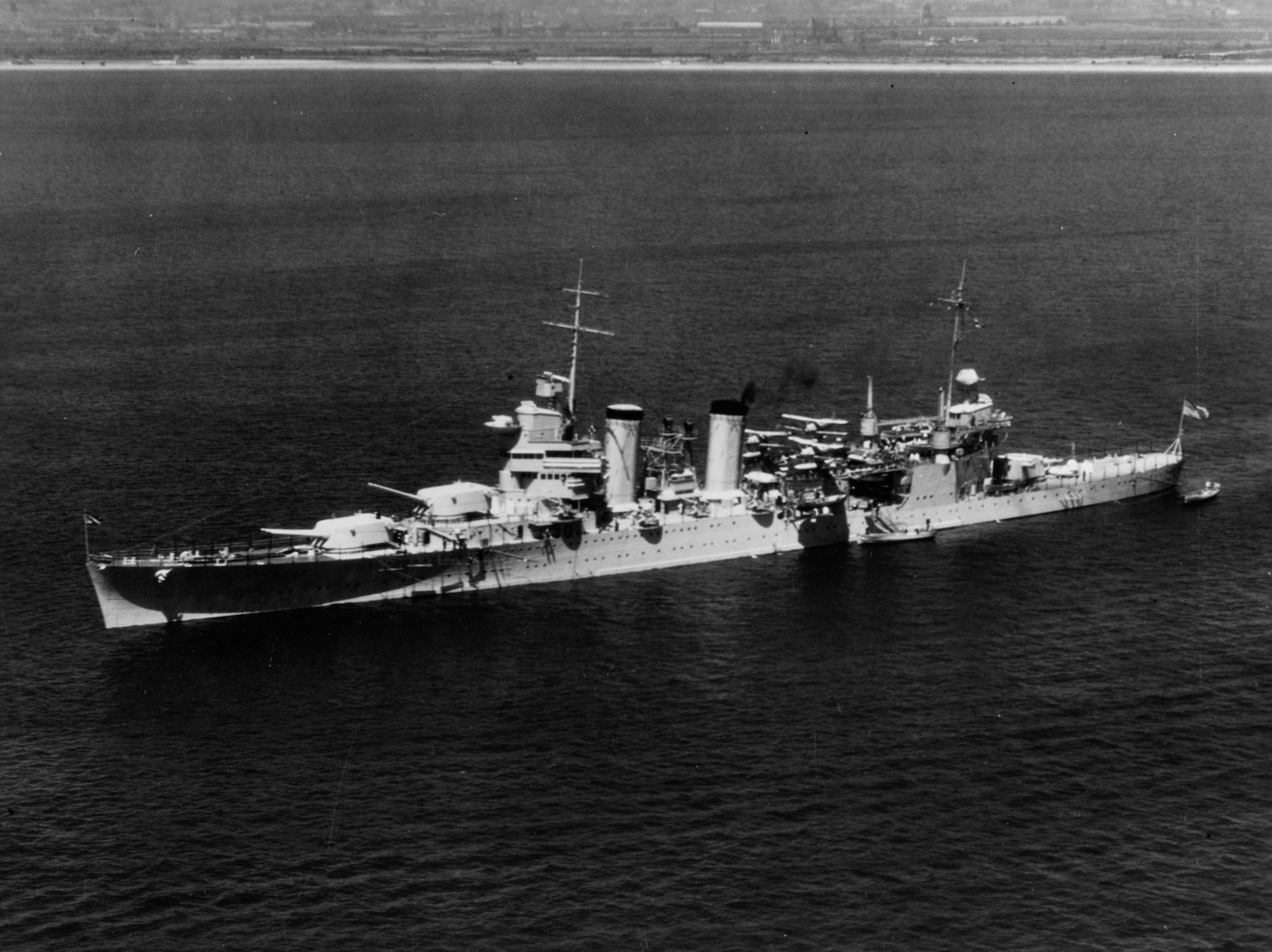
Křižník USS San Francisco třídy New Orleans